# Petz : Ma famille chiots
Petz : Ma famille chiots (Petz: My Puppy Family ou Petz: Dogz Pack) est un jeu vidéo de gestion développé par DK-Games et édité par Ubisoft, sorti en 2008 sur PlayStation Portable et Nintendo DS.

## Système de jeu
Il faut s'occuper de chiens de différentes races (les emmener au parc, les laver, etc) et débloquer des habits et des lieux.

## Accueil
- Jeuxvideo.com : 7/20 (DS)[1]